# Chloran radu
Chloran radu, Ra(ClO
3)
2 – nieorganiczny związek chemiczny z grupy chloranów, sól radowa kwasu chlorowego. Rozpuszczalny w wodzie. Nie został otrzymany w czystej postaci, a w literaturze opisywany jest w kontekście możliwej kokrystalizacji z roztworów chloranu baru zawierających 10 ppm soli radu. Podawane są również przewidywane wartości jego właściwości termodynamicznych.